# FIH Hockey Nations Cup
La FIH Hockey Nations Cup è una competizione internazionale di hockey su prato, organizzata dall'International Hockey Federation. La prima edizione è stata organizzata nel 2022. Il torneo è valido come qualificazione per la FIH Pro League.

## Formato
Al torneo partecipano le otto nazionali con la posizione più alta nel ranking FIH tra quelle che non prendono parte alla FIH Pro League. La vincente viene promossa all'edizione successiva della FIH Pro League per sostituire l'ultima classificata, che viene retrocessa.

## Edizioni

### Maschile
| 2022 | Potchefstroom | Sudafrica | 4 - 3 | Irlanda | Corea del Sud | 4 - 0 | Malaysia |

### Femminile
| 2022 | Valencia | India | 1 - 0 | Spagna | Giappone | 3 - 2 | Irlanda |

## Medagliere

### Maschile
| Pos. | Paese         | Oro | Argento | Bronzo | Totale |
| ---- | ------------- | --- | ------- | ------ | ------ |
| 1    | Sudafrica     | 1   | 0       | 0      | 1      |
| 2    | Irlanda       | 0   | 1       | 0      | 1      |
| 3    | Corea del Sud | 0   | 0       | 1      | 1      |

### Femminile
| Pos. | Paese    | Oro | Argento | Bronzo | Totale |
| ---- | -------- | --- | ------- | ------ | ------ |
| 1    | India    | 1   | 0       | 0      | 1      |
| 2    | Spagna   | 0   | 1       | 0      | 1      |
| 3    | Giappone | 0   | 0       | 1      | 1      |